# Кубок Франції з футболу 2015—2016
Кубок Франції з футболу 2015—2016 — 99-й розіграш кубкового футбольного турніру у Франції. Титул вдесяте здобув Парі Сен-Жермен.

## Календар
| Етап                           | Раунд        | Дата                         |                              |
| ------------------------------ | ------------ | ---------------------------- | ---------------------------- |
| Попередній етап (регіональний) | 1 Раунд      | Регіональний етап (березень) | Регіональний етап (березень) |
| Попередній етап (регіональний) | 2 Раунд      | Регіональний етап (серпень)  | Регіональний етап (серпень)  |
| Попередній етап (регіональний) | 3 Раунд      | 13 вересня 2015              | 13 вересня 2015              |
| Попередній етап (регіональний) | 4 Раунд      | 27 вересня 2015              | 27 вересня 2015              |
| Попередній етап (регіональний) | 5 Раунд      | 11 жовтня 2015               | 11 жовтня 2015               |
| Попередній етап (регіональний) | 6 Раунд      | 25 жовтня 2015               | 25 жовтня 2015               |
| Попередній етап (національний) | 7 Раунд      | 14/15 листопада 2015         | 14/15 листопада 2015         |
| Попередній етап (національний) | 8 Раунд      | 5/6 грудня 2015              | 5/6 грудня 2015              |
| Фінальний етап                 | 1/32 фіналу  | 2/3 січня 2016               | 2/3 січня 2016               |
| Фінальний етап                 | 1/16 фіналу  | 19/20 січня 2016             | 19/20 січня 2016             |
| Фінальний етап                 | 1/8 фіналу   | 9/11 лютого 2016             | 9/11 лютого 2016             |
| Фінальний етап                 | Чвертьфінали | 1/2 березня 2016             | 1/2 березня 2016             |
| Фінальний етап                 | Півфінали    | 19/20 квітня 2016            | 19/20 квітня 2016            |
| Фінальний етап                 | Фінал        | 21 травня 2016               | 21 травня 2016               |

## Регламент
Кубок Франції складається з двох етапів:
- відбіркового, який складається з шести регіональних етапів (перші два організовуються в кожному регіоні за своєю схемою для клубів регіональних ліг, наступні чотири організовуються в регіонах централізовано за участі клубів з національних аматорських і напівпрофесіональних ліг) та двох національних етапів (7-й і 8-й етап, з 7-го стартують клуби Ліги 2 та представники заморських територій);
- фінального, який починається з 1/32 фіналу — з цього раунду стартують клуби провідної Ліги 1.

## 1/32 фіналу
| Команда 1                         | Рахунок           | Команда 2                   |
| --------------------------------- | ----------------- | --------------------------- |
| 2 січня 2016                      |                   |                             |
| Газелек (Аяччо)                   | 2:0               | Сент-Марі ( Реюньйон)       |
| Авранш (3)                        | 1:1 дч (пен. 1:3) | Сен-Мало (4)                |
| Ле-Блан-Меній (6)                 | 0:2               | Нант                        |
| Конкарно (4)                      | 3:0               | Тур-д'Овернь (Ренн) (5)     |
| Вільфранш (Вільфранш-сюр-Сон) (4) | 1:2               | Сарр-Юніон (4)              |
| Безансон (5)                      | 1:3               | Анже                        |
| Саннуа Сен-Гратьян (4)            | 0:5               | Тулуза                      |
| Шамблі (3)                        | 4:1               | Реймс                       |
| Гранвіль (5)                      | 2:1               | Лаваль (2)                  |
| Мант (Мант-ла-Віль) (4)           | 2:0               | Сен-Бріє (5)                |
| Дюнкерк (3)                       | 3:4 дч            | Труа                        |
| Паньї-сюр-Мозель (5)              | 0:2               | Сошо (Монбельяр) (2)        |
| Мулен (4)                         | 1:2               | Ніор (2)                    |
| Родео (Тулуза) (6)                | 0:1               | Мон-де-Марсан (4)           |
| Седан (2)                         | 0:2               | Бастія                      |
| 3 січня 2016                      |                   |                             |
| Лор'ян                            | 3:2 дч            | Тур (2)                     |
| Фрежус-Сен-Рафаель (3)            | 2:3               | Бордо                       |
| Васкеаль (4)                      | 0:1               | Парі Сен-Жермен             |
| Еперне (5)                        | 0:1               | Монпельє                    |
| Лімож (5)                         | 0:7               | Олімпік (Ліон)              |
| Раон (Раон-л'Етап) (5)            | 1:1 дч (пен. 3:4) | Сент-Етьєн                  |
| Атлетік (Ам'єн) (4)               | 0:1               | Лілль                       |
| Кан                               | 0:0 дч (пен. 1:3) | Олімпік (Марсель)           |
| Ансі (5)                          | 1:4 дч            | Евіан (Тонон-ле-Бен) (2)    |
| Мюлуз (4)                         | 1:3               | Бур-ан-Бресс Перонна (2)    |
| Монако                            | 10:2              | Сен-Жан-Кап-Ферра (7)       |
| Мюре (6)                          | 0:2               | Треліссак (4)               |
| Вольвік (6)                       | 0:1               | Аяччо (2)                   |
| Сарргемін (5)                     | 1:0               | Валансьєн (2)               |
| Сент-Омер (6)                     | 2:2 дч (пен. 3:4) | Булонь (Булонь-сюр-Мер) (3) |
| Шантійї (6)                       | 0:4               | Генгам                      |
| 4 січня 2016                      |                   |                             |
| Ніцца                             | 2:2 дч (пен. 6:7) | Ренн                        |

## 1/16 фіналу
| Команда 1                   | Рахунок         | Команда 2                |
| --------------------------- | --------------- | ------------------------ |
| 16 січня 2016               |                 |                          |
| Сен-Мало (4)                | 1:0             | Мон-де-Марсан (4)        |
| 19 січня 2016               |                 |                          |
| Газелек (Аяччо)             | 3:0             | Генгам                   |
| Ренн                        | 1:3             | Бур-ан-Бресс Перонна (2) |
| Анже                        | 1:2             | Бордо                    |
| Бастія                      | 1:2             | Сошо (Монбельяр) (2)     |
| Сарр-Юніон (4)              | 1:0             | Ніор (2)                 |
| Парі Сен-Жермен             | 2:1             | Тулуза                   |
| 20 січня 2016               |                 |                          |
| Треліссак (4)               | 1:1 дч пен. 4:2 | Лілль                    |
| Конкарно (4)                | 1:3             | Труа                     |
| Шамблі (3)                  | 0:2             | Олімпік (Ліон)           |
| Евіан (Тонон-ле-Бен) (2)    | 1:3 дч          | Монако                   |
| Мант (Мант-ла-Віль) (4)     | 0:1 дч          | Нант                     |
| Булонь (Булонь-сюр-Мер) (3) | 1:3 дч          | Лор'ян                   |
| Олімпік (Марсель)           | 2:0             | Монпельє                 |
| 21 січня 2016               |                 |                          |
| Сент-Етьєн                  | 2:1 дч          | Аяччо (2)                |
| 23 січня 2016               |                 |                          |
| Гранвіль (5)                | 3:1             | Сарргемін (5)            |

## 1/8 фіналу
| Команда 1            | Рахунок | Команда 2                |
| -------------------- | ------- | ------------------------ |
| 9 лютого 2016        |         |                          |
| Сен-Мало (4)         | 1:2     | Газелек (Аяччо)          |
| Гранвіль (5)         | 1:0 дч  | Бур-ан-Бресс Перонна (2) |
| Сошо (Монбельяр) (2) | 2:1     | Монако                   |
| 10 лютого 2016       |         |                          |
| Бордо                | 3:4 дч  | Нант                     |
| Сарр-Юніон (4)       | 0:4     | Лор'ян                   |
| Парі Сен-Жермен      | 3:0     | Олімпік (Ліон)           |
| Труа                 | 1:2 дч  | Сент-Етьєн               |
| 11 лютого 2016       |         |                          |
| Треліссак (4)        | 0:2     | Олімпік (Марсель)        |

## Чвертьфінали
| Команда 1            | Рахунок | Команда 2         |
| -------------------- | ------- | ----------------- |
| 2 березня 2016       |         |                   |
| Сент-Етьєн           | 1:3     | Парі Сен-Жермен   |
| Лор'ян               | 3:0     | Газелек (Аяччо)   |
| Сошо (Монбельяр) (2) | 3:2 дч  | Нант              |
| 3 березня 2016       |         |                   |
| Гранвіль (5)         | 0:1     | Олімпік (Марсель) |

## Півфінали
| Команда 1            | Рахунок | Команда 2         |
| -------------------- | ------- | ----------------- |
| 19 квітня 2016       |         |                   |
| Лор'ян               | 0:1     | Парі Сен-Жермен   |
| 20 квітня 2016       |         |                   |
| Сошо (Монбельяр) (2) | 0:1     | Олімпік (Марсель) |

## Фінал
| 21 травня 2016 22:00 (EEST) |

| Марсель               | 2:4      | Парі Сен-Жермен                              |
| --------------------- | -------- | -------------------------------------------- |
| Товен 12' Батшуаї 87' | Протокол | Матюйді 2' Ібрагімович 47' (пен.) Кавані 57' |

| Стад де Франс, Сен-Дені Глядачів: 80 000 Арбітр: Клеман Тюрпен |